# 飯田荘平
飯田 荘平（いいだ そうへい、5月31日 - ）は、日本の男性声優。東京都出身。現在はフリー。

## 来歴・人物
高千穂大学卒業。
以前はぷろだくしょんバオバブ、ベルプロダクションに所属していた。
大学在学中に「少年山賊団」という童謡ジャグバンドに参加していた。

## 出演作品

### 吹き替え
- 蛾人間モスマン（ジャレッド）

### TV
※いずれも「少年山賊団」としての出演。
- 熱中スタジアム（NHK BSプレミアム）
- The Street Fighters（テレビ朝日）

### 舞台
- 無責任艦長タイラー タイラー・ザ・レジェンド（ジャスティ・ウエキ・タイラー）
- ポランの会　フランドン農学校の豚（小使、学生）
- ポランの会　双子の星、二（一人語り）
- ポランの会　オツベルと象（一人語り）
- シェイクスピア 喜劇　ウインザーと陽気な女房たち
- 月のシナリオ 海と日傘（編集者・吉岡役）